# Raffaele Pierotti

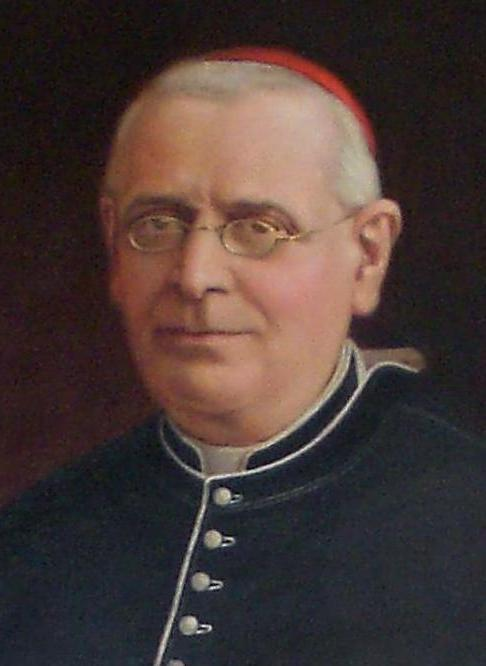
Raffaele Pierotti

Raffaele Pierotti, geboren als Antonio Pierotti (Sorbano del Vescovo, 1 januari 1836 - Rome, 7 september 1905) was een Italiaans Dominicaans priester en kardinaal. 
Al op jonge leeftijd voelde hij een roeping tot het religieuze leven en werd hij toegelaten tot het San Michele-seminarie in Lucca, waar hij het gymnasium volgde. 
In 1851 trad hij als novice toe tot de Orde van de Dominicanen in Anagni en nam hij de kloosternaam broeder Raffaele aan.
In 1858 werd Pierotti priester gewijd en in 1873 werd hij pastoor van de kerk Santa Maria sopra Minerva in Rome. 
Paus Leo XIII benoemde hem in 1887 tot Beheerder van de Heilige Paleizen en creëerde hem in het consistorie van 30 november 1896 tot kardinaal-diaken met als titelkerk die van de H.H. Cosmas en Damianus. Hij was ook beschermheer van de kerk van St. Paulinus en Donato in Lucca. 
Hij stierf in Rome op 7 september 1905 op de leeftijd van 69 jaar en werd begraven op de Romeinse begraafplaats Verano.